# Ufo361/Diskografie
Diese Diskografie ist eine Übersicht über die musikalischen Werke des deutschen Rappers Ufo361. Den Schallplattenauszeichnungen zufolge hat er bisher mehr als 4,7 Millionen Tonträger verkauft. Seine erfolgreichste Veröffentlichung ist die Single Neymar mit über 900.000 verkauften Einheiten.

## Alben

### Studioalben
| Jahr | Titel Musiklabel               | Höchstplatzierung, Gesamtwochen, AuszeichnungChartplatzierungen (Jahr, Titel, Musiklabel, Platzierungen, Wochen, Auszeichnungen, Anmerkungen) | Höchstplatzierung, Gesamtwochen, AuszeichnungChartplatzierungen (Jahr, Titel, Musiklabel, Platzierungen, Wochen, Auszeichnungen, Anmerkungen) | Höchstplatzierung, Gesamtwochen, AuszeichnungChartplatzierungen (Jahr, Titel, Musiklabel, Platzierungen, Wochen, Auszeichnungen, Anmerkungen) | Anmerkungen                             |
| Jahr | Titel Musiklabel               | DE | AT | CH | Anmerkungen                             |
| ---- | ------------------------------ | --- | --- | --- | --------------------------------------- |
| 2014 | Ihr seid nicht allein Hoodrich | — | — | — | Erstveröffentlichung: 15. August 2014   |
| 2018 | 808 Stay High                  | DE1 (19 Wo.)DE | AT1 (10 Wo.)AT | CH2 (5 Wo.)CH | Erstveröffentlichung: 13. April 2018    |
| 2018 | VVS Stay High                  | DE2 (7 Wo.)DE | AT1 (5 Wo.)AT | CH2 (3 Wo.)CH | Erstveröffentlichung: 17. August 2018   |
| 2019 | Wave Stay High                 | DE1 (21 Wo.)DE | AT2 (27 Wo.)AT | CH3 (11 Wo.)CH | Erstveröffentlichung: 9. August 2019    |
| 2020 | Rich Rich Stay High            | DE1 (14 Wo.)DE | AT1 (15 Wo.)AT | CH2 (11 Wo.)CH | Erstveröffentlichung: 24. April 2020    |
| 2021 | Stay High                      | DE1 (6 Wo.)DE | AT1 (6 Wo.)AT | CH1 (5 Wo.)CH | Erstveröffentlichung: 30. April 2021    |
| 2021 | Destroy All Copies Stay High   | DE2 (8 Wo.)DE | AT2 (6 Wo.)AT | CH3 (6 Wo.)CH | Erstveröffentlichung: 3. September 2021 |
| 2023 | Love My Life Stay High         | DE2 (4 Wo.)DE | AT1 (4 Wo.)AT | CH3 (4 Wo.)CH | Erstveröffentlichung: 3. März 2023      |
| 2024 | Nur für dich 2 Stay High       | DE3 (6 Wo.)DE | AT4 (5 Wo.)AT | CH4 (4 Wo.)CH | Erstveröffentlichung: 25. Oktober 2024  |

### Kollaboalben
| Jahr | Titel Musiklabel       | Höchstplatzierung, Gesamtwochen, AuszeichnungChartplatzierungen (Jahr, Titel, Musiklabel, Platzierungen, Wochen, Auszeichnungen, Anmerkungen) | Höchstplatzierung, Gesamtwochen, AuszeichnungChartplatzierungen (Jahr, Titel, Musiklabel, Platzierungen, Wochen, Auszeichnungen, Anmerkungen) | Höchstplatzierung, Gesamtwochen, AuszeichnungChartplatzierungen (Jahr, Titel, Musiklabel, Platzierungen, Wochen, Auszeichnungen, Anmerkungen) | Anmerkungen                                        |
| Jahr | Titel Musiklabel       | DE | AT | CH | Anmerkungen                                        |
| ---- | ---------------------- | --- | --- | --- | -------------------------------------------------- |
| 2019 | Lights Out Stay High   | DE42 (1 Wo.)DE | AT23 (1 Wo.)AT | CH55 (1 Wo.)CH | Erstveröffentlichung: 15. November 2019 mit Ezhel  |
| 2020 | Nur für Dich Stay High | DE1 (6 Wo.)DE | AT1 (11 Wo.)AT | CH2 (4 Wo.)CH | Erstveröffentlichung: 2. Oktober 2020 mit Sonus030 |

### Mixtapes
| Jahr | Titel Musiklabel             | Höchstplatzierung, Gesamtwochen, AuszeichnungChartplatzierungen (Jahr, Titel, Musiklabel, Platzierungen, Wochen, Auszeichnungen, Anmerkungen) | Höchstplatzierung, Gesamtwochen, AuszeichnungChartplatzierungen (Jahr, Titel, Musiklabel, Platzierungen, Wochen, Auszeichnungen, Anmerkungen) | Höchstplatzierung, Gesamtwochen, AuszeichnungChartplatzierungen (Jahr, Titel, Musiklabel, Platzierungen, Wochen, Auszeichnungen, Anmerkungen) | Anmerkungen                              |
| Jahr | Titel Musiklabel             | DE | AT | CH | Anmerkungen                              |
| ---- | ---------------------------- | --- | --- | --- | ---------------------------------------- |
| 2016 | Ich bin ein Berliner         | DE57 (1 Wo.)DE | AT68 (1 Wo.)AT | CH58 (1 Wo.)CH | Erstveröffentlichung: 25. März 2016      |
| 2016 | Ich bin 2 Berliner           | DE13 (2 Wo.)DE | AT24 (1 Wo.)AT | CH20 (1 Wo.)CH | Erstveröffentlichung: 30. September 2016 |
| 2017 | Ich bin 3 Berliner Stay High | DE2 (12 Wo.)DE | AT6 (2 Wo.)AT | CH4 (3 Wo.)CH | Erstveröffentlichung: 28. April 2017     |
| 2024 | Sony Stay High               | DE3 (3 Wo.)DE | AT3 (2 Wo.)AT | CH5 (2 Wo.)CH | Erstveröffentlichung: 4. Januar 2024     |

### EPs
| Jahr | Titel Musiklabel                  | Höchstplatzierung, Gesamtwochen, AuszeichnungChartplatzierungen (Jahr, Titel, Musiklabel, Platzierungen, Wochen, Auszeichnungen, Anmerkungen) | Höchstplatzierung, Gesamtwochen, AuszeichnungChartplatzierungen (Jahr, Titel, Musiklabel, Platzierungen, Wochen, Auszeichnungen, Anmerkungen) | Höchstplatzierung, Gesamtwochen, AuszeichnungChartplatzierungen (Jahr, Titel, Musiklabel, Platzierungen, Wochen, Auszeichnungen, Anmerkungen) | Anmerkungen                                 |
| Jahr | Titel Musiklabel                  | DE | AT | CH | Anmerkungen                                 |
| ---- | --------------------------------- | --- | --- | --- | ------------------------------------------- |
| 2012 | Bald ist dein Geld meins Hoodrich | — | — | — | Erstveröffentlichung: 2012                  |
| 2012 | Bellini Boyz EP Hoodrich          | — | — | — | Erstveröffentlichung: 2012 mit Bellini Boyz |
| 2018 | Tiffany EP Stay High              | — | — | — | Erstveröffentlichung: 12. April 2018        |
| 2018 | VVS Bonus EP Stay High            | DE89 (1 Wo.)DE | — | — | Erstveröffentlichung: 17. August 2018       |

## Singles

### Als Leadmusiker
| Jahr | Titel Album                         | Höchstplatzierung, Gesamtwochen, AuszeichnungChartplatzierungen (Jahr, Titel, Album, Platzierungen, Wochen, Auszeichnungen, Anmerkungen) | Höchstplatzierung, Gesamtwochen, AuszeichnungChartplatzierungen (Jahr, Titel, Album, Platzierungen, Wochen, Auszeichnungen, Anmerkungen) | Höchstplatzierung, Gesamtwochen, AuszeichnungChartplatzierungen (Jahr, Titel, Album, Platzierungen, Wochen, Auszeichnungen, Anmerkungen) | Anmerkungen                                                                                              |
| Jahr | Titel Album                         | DE | AT | CH | Anmerkungen                                                                                              |
| --- | ----------------------------------- | --- | --- | --- | --- |
| 2017 | Für die Gang Ich bin 3 Berliner     | DE30 Gold · (7 Wo.)DE | — | CH78 (1 Wo.)CH | Erstveröffentlichung: 30. März 2017 Verkäufe: + 200.000; feat. Gzuz                                      |
| 2017 | Der Pate Ich bin 3 Berliner         | DE38 Gold · (4 Wo.)DE | — | — | Erstveröffentlichung: 27. April 2017 Verkäufe: + 200.000                                                 |
| 2017 | Nice Girl 2.0 Tiffany EP            | DE16 Platin · (24 Wo.)DE | AT53 Gold · (5 Wo.)AT | CH68 (1 Wo.)CH | Erstveröffentlichung: 15. Mai 2017 Verkäufe: + 415.000                                                   |
| 2017 | Tiffany Tiffany EP                  | DE15 (3 Wo.)DE | AT36 (1 Wo.)AT | CH73 (1 Wo.)CH | Erstveröffentlichung: 16. November 2017                                                                  |
| 2017 | 1 Schuss –                          | DE23 (2 Wo.)DE | AT60 (1 Wo.)AT | CH84 (1 Wo.)CH | Erstveröffentlichung: 8. Dezember 2017 feat. Bonez MC                                                    |
| 2018 | Beverly Hills 808                   | DE4 Gold · (12 Wo.)DE | AT16 (8 Wo.)AT | CH26 (4 Wo.)CH | Erstveröffentlichung: 1. Februar 2018 Verkäufe: + 200.000                                                |
| 2018 | Balenciaga 808                      | DE16 (6 Wo.)DE | AT25 (4 Wo.)AT | CH58 (1 Wo.)CH | Erstveröffentlichung: 23. Februar 2018                                                                   |
| 2018 | Power 808                           | DE7 (6 Wo.)DE | AT21 (3 Wo.)AT | CH54 (2 Wo.)CH | Erstveröffentlichung: 17. März 2018 feat. Capital Bra                                                    |
| 2018 | Ohne mich 808                       | DE21 (2 Wo.)DE | AT30 (1 Wo.)AT | CH76 (1 Wo.)CH | Erstveröffentlichung: 13. April 2018                                                                     |
| 2018 | Acker jeden Tag –                   | DE28 (3 Wo.)DE | AT28 (2 Wo.)AT | CH70 (1 Wo.)CH | Erstveröffentlichung: 4. Mai 2018                                                                        |
| 2018 | Vorbeikommen VVS                    | DE72 (1 Wo.)DE | — | — | Erstveröffentlichung: 29. Juni 2018                                                                      |
| 2018 | Paradies VVS                        | DE16 (7 Wo.)DE | AT12 (6 Wo.)AT | CH31 (4 Wo.)CH | Erstveröffentlichung: 13. Juli 2018 feat. RAF Camora                                                     |
| 2018 | VVS                                 | DE16 (6 Wo.)DE | AT14 (3 Wo.)AT | CH25 (4 Wo.)CH | Erstveröffentlichung: 20. Juli 2018 feat. Quavo                                                          |
| 2018 | 40k VVS                             | DE13 (6 Wo.)DE | AT19 (3 Wo.)AT | CH37 (2 Wo.)CH | Erstveröffentlichung: 10. August 2018                                                                    |
| 2018 | Verändert VVS                       | DE82 (1 Wo.)DE | — | — | Charteinstieg: 24. August 2018                                                                           |
| 2019 | Pass auf wen du liebst Wave         | DE3 Gold · (10 Wo.)DE | AT3 (8 Wo.)AT | CH7 (5 Wo.)CH | Erstveröffentlichung: 15. März 2019 Verkäufe: + 200.000                                                  |
| 2019 | Next Wave                           | DE3 (8 Wo.)DE | AT2 (5 Wo.)AT | CH10 (3 Wo.)CH | Erstveröffentlichung: 26. April 2019 feat. RIN                                                           |
| 2019 | Gib Gas Wave                        | DE7 (5 Wo.)DE | AT8 (3 Wo.)AT | CH18 (2 Wo.)CH | Erstveröffentlichung: 17. Mai 2019 feat. Luciano                                                         |
| 2019 | Irina Shayk Wave                    | DE6 (6 Wo.)DE | AT6 (4 Wo.)AT | CH13 (3 Wo.)CH | Erstveröffentlichung: 7. Juni 2019                                                                       |
| 2019 | Shot Wave                           | DE4 Gold · (11 Wo.)DE | AT7 Gold · (6 Wo.)AT | CH15 (4 Wo.)CH | Erstveröffentlichung: 28. Juni 2019 Verkäufe: + 215.000; feat. Data Luv                                  |
| 2019 | On Time Wave                        | DE10 (5 Wo.)DE | AT12 (3 Wo.)AT | CH22 (2 Wo.)CH | Erstveröffentlichung: 19. Juli 2019 feat. Gunna                                                          |
| 2019 | Nummer Wave                         | DE2 Gold · (9 Wo.)DE | AT2 (10 Wo.)AT | CH10 (6 Wo.)CH | Erstveröffentlichung: 26. Juli 2019 Verkäufe: + 200.000; feat. RAF Camora                                |
| 2019 | Wir sind Kral Lights Out            | DE29 (2 Wo.)DE | AT24 (2 Wo.)AT | CH78 (1 Wo.)CH | Erstveröffentlichung: 11. Oktober 2019 mit Ezhel                                                         |
| 2019 | Ykke Lights Out                     | DE31 (3 Wo.)DE | AT30 (1 Wo.)AT | CH64 (1 Wo.)CH | Erstveröffentlichung: 1. November 2019 mit Ezhel                                                         |
| 2019 | Nur zur Info Rich Rich              | DE20 (8 Wo.)DE | AT17 (6 Wo.)AT | CH34 (5 Wo.)CH | Erstveröffentlichung: 20. Dezember 2019                                                                  |
| 2020 | Big Drip Rich Rich                  | DE2 (8 Wo.)DE | AT2 (4 Wo.)AT | CH5 (4 Wo.)CH | Erstveröffentlichung: 17. Januar 2020 feat. Future                                                       |
| 2020 | Rich Rich                           | DE2 (8 Wo.)DE | AT2 (5 Wo.)AT | CH8 (3 Wo.)CH | Erstveröffentlichung: 21. Februar 2020                                                                   |
| 2020 | Schlafen Nonstop                    | DE19 (3 Wo.)DE | AT27 (2 Wo.)AT | CH83 (1 Wo.)CH | Erstveröffentlichung: 28. Februar 2020 mit Bausa & The Cratez                                            |
| 2020 | Bad Girls, Good Vibes Rich Rich     | DE4 (8 Wo.)DE | AT3 (3 Wo.)AT | CH11 (3 Wo.)CH | Erstveröffentlichung: 13. März 2020                                                                      |
| 2020 | Allein sein Rich Rich               | DE3 (9 Wo.)DE | AT3 (7 Wo.)AT | CH12 (4 Wo.)CH | Erstveröffentlichung: 27. März 2020                                                                      |
| 2020 | Final Fantasy Rich Rich             | DE7 (5 Wo.)DE | AT10 (4 Wo.)AT | CH24 (2 Wo.)CH | Erstveröffentlichung: 17. April 2020                                                                     |
| 2020 | Fokus auf die Zukunft Rich Rich     | DE26 (3 Wo.)DE | AT16 (1 Wo.)AT | CH49 (1 Wo.)CH | Erstveröffentlichung: 17. April 2020                                                                     |
| 2020 | Emotions / Emotions 2.0* Rich Rich  | DE1 Platin · (46 Wo.)DE | AT1 (29 Wo.)AT | CH3 (22 Wo.)CH | Erstveröffentlichung: 12. Juni 2020 Verkäufe: + 400.000; Videoauskopplung: 27. April 2020 * feat. Céline |
| 2020 | Shit Changed Nur für Dich           | DE3 (8 Wo.)DE | AT4 (5 Wo.)AT | CH11 (4 Wo.)CH | Erstveröffentlichung: 24. Juli 2020 mit Sonus030                                                         |
| 2020 | Playlist Nur für Dich               | DE3 (6 Wo.)DE | AT3 (4 Wo.)AT | CH14 (3 Wo.)CH | Erstveröffentlichung: 14. August 2020 mit Sonus030                                                       |
| 2020 | Games Nur für Dich                  | DE4 (7 Wo.)DE | AT6 (5 Wo.)AT | CH15 (3 Wo.)CH | Erstveröffentlichung: 4. September 2020 mit Sonus030                                                     |
| 2021 | 7 Stay High                         | DE2 Gold · (7 Wo.)DE | AT1 (9 Wo.)AT | CH7 (3 Wo.)CH | Erstveröffentlichung: 1. Januar 2021 Verkäufe: + 200.000; feat. Bonez MC                                 |
| 2021 | No Hugs Stay High                   | DE4 (5 Wo.)DE | AT4 (3 Wo.)AT | CH10 (2 Wo.)CH | Erstveröffentlichung: 29. Januar 2021                                                                    |
| 2021 | Wings / Wings 2.0* Stay High        | DE7 (3 Wo.)DE | AT14 (2 Wo.)AT | CH24 (2 Wo.)CH | Erstveröffentlichung: 12. Februar 2021 * feat. Luciano                                                   |
| 2021 | Low Life Stay High                  | DE3 (6 Wo.)DE | AT4 (4 Wo.)AT | CH14 (2 Wo.)CH | Erstveröffentlichung: 19. März 2021 feat. RIN                                                            |
| 2021 | Angekommen Stay High                | DE16 (3 Wo.)DE | AT21 (2 Wo.)AT | CH40 (1 Wo.)CH | Erstveröffentlichung: 16. April 2021 feat. Data Luv                                                      |
| 2021 | Favourite Artist Destroy All Copies | DE16 (2 Wo.)DE | AT12 (1 Wo.)AT | CH21 (1 Wo.)CH | Erstveröffentlichung: 21. Mai 2021                                                                       |
| 2021 | Daniel Lee Destroy All Copies       | DE9 (3 Wo.)DE | AT17 (2 Wo.)AT | CH39 (1 Wo.)CH | Erstveröffentlichung: 2. Juli 2021                                                                       |
| 2021 | Flip$ Destroy All Copies            | DE19 (2 Wo.)DE | AT33 (1 Wo.)AT | CH51 (1 Wo.)CH | Erstveröffentlichung: 6. August 2021                                                                     |
| 2021 | Ryu Destroy All Copies              | DE20 (2 Wo.)DE | AT27 (2 Wo.)AT | CH46 (1 Wo.)CH | Erstveröffentlichung: 27. August 2021                                                                    |
| 2021 | Allein Allein –                     | DE13 (8 Wo.)DE | AT21 (4 Wo.)AT | CH34 (3 Wo.)CH | Erstveröffentlichung: 23. Dezember 2021 mit Pashanim; Original: Polarkreis 18                            |
| 2022 | Tageslicht Nonstop: NXTGEN          | DE8 (3 Wo.)DE | AT6 (3 Wo.)AT | CH22 (1 Wo.)CH | Erstveröffentlichung: 18. Februar 2022 mit The Cratez & RAF Camora                                       |
| 2022 | Ufuk Bayraktar –                    | DE21 (3 Wo.)DE | AT26 (2 Wo.)AT | CH48 (2 Wo.)CH | Erstveröffentlichung: 16. Oktober 2022                                                                   |
| 2022 | No Reply Love My Life               | DE20 (1 Wo.)DE | AT31 (1 Wo.)AT | CH57 (1 Wo.)CH | Erstveröffentlichung: 11. November 2022                                                                  |
| 2022 | Get the Fuck Out Love My Life       | DE— aDE | — | — | Erstveröffentlichung: 2. Dezember 2022 feat. Lil Gotit & OZ                                              |
| 2023 | Brodies Love My Life                | DE10 (4 Wo.)DE | AT10 (3 Wo.)AT | CH16 (2 Wo.)CH | Erstveröffentlichung: 20. Januar 2023 feat. Gunna                                                        |
| 2023 | Nur sie darf Love My Life           | DE13 (5 Wo.)DE | AT23 (4 Wo.)AT | CH47 (2 Wo.)CH | Erstveröffentlichung: 14. Februar 2023                                                                   |
| 2023 | Match_3 Sony                        | DE9 (7 Wo.)DE | AT11 Gold · (5 Wo.)AT | CH21 (2 Wo.)CH | Erstveröffentlichung: 1. Juni 2023 Verkäufe: + 15.000; mit Lucidbeatz                                    |
| 2023 | Yamamoto Sony                       | DE49 (1 Wo.)DE | AT72 (1 Wo.)AT | — | Erstveröffentlichung: 29. Juni 2023                                                                      |
| 2023 | Traum_V2 Sony                       | DE39 (1 Wo.)DE | AT41 (1 Wo.)AT | CH73 (1 Wo.)CH | Erstveröffentlichung: 21. Juli 2023                                                                      |
| 2023 | Issey Miyake Sony                   | DE77 (1 Wo.)DE | — | — | Erstveröffentlichung: 10. August 2023                                                                    |
| 2023 | Cobain Sony                         | DE68 (1 Wo.)DE | — | — | Erstveröffentlichung: 8. September 2023                                                                  |
| 2023 | Drone Damaggge Sony                 | DE64 (1 Wo.)DE | AT63 (1 Wo.)AT | — | Erstveröffentlichung: 29. September 2023 feat. Destroy Lonely                                            |
| 2023 | VNVKIN Sony                         | DE— bDE | — | — | Erstveröffentlichung: 19. Oktober 2023                                                                   |
| 2023 | Money & Fame –                      | DE30 (3 Wo.)DE | AT67 (1 Wo.)AT | CH38 (1 Wo.)CH | Erstveröffentlichung: 14. Dezember 2023 mit Bonez MC                                                     |
| 2024 | Say Goodbye –                       | DE26 (2 Wo.)DE | AT37 (1 Wo.)AT | CH82 (1 Wo.)CH | Erstveröffentlichung: 15. März 2024 mit LucidBeatz feat. Monty Datta & Snøw                              |
| 2024 | Ur in My Head –                     | DE10 (4 Wo.)DE | AT20 (2 Wo.)AT | CH44 (1 Wo.)CH | Erstveröffentlichung: 10. Mai 2024 feat. Monty Datta & Hinshi                                            |
| 2024 | Denk zu viel nach –                 | DE30 (1 Wo.)DE | AT39 (1 Wo.)AT | — | Erstveröffentlichung: 19. Juli 2024                                                                      |
| 2024 | Red Cups –                          | DE5 (7 Wo.)DE | AT14 (… Wo.)AT | CH43 (1 Wo.)CH | Erstveröffentlichung: 19. September 2024 feat. Paula Hartmann                                            |
| 2024 | 7 leere Zimmer –                    | DE12 (3 Wo.)DE | AT35 (1 Wo.)AT | CH79 (1 Wo.)CH | Erstveröffentlichung: 11. Oktober 2024 feat. Henning May                                                 |
| 2024 | Liebe Nur für dich 2                | DE8 (5 Wo.)DE | AT17 (2 Wo.)AT | CH34 (1 Wo.)CH | Erstveröffentlichung: 24. Oktober 2024 feat. Nina Chuba                                                  |
| 2025 | Tony Montana –                      | DE29 (1 Wo.)DE | AT51 (1 Wo.)AT | CH88 (1 Wo.)CH | Erstveröffentlichung: 30. Januar 2025                                                                    |
| 2025 | Private –                           | DE25 (1 Wo.)DE | AT37 (1 Wo.)AT | CH52 (1 Wo.)CH | Erstveröffentlichung: 6. März 2025                                                                       |
| 2025 | PJ nach Zürich (Demo) –             | DE83 (… Wo.)DE | — | — | Erstveröffentlichung: 25. Juli 2025 mit 10am                                                             |
| Folgende Lieder erschienen nicht als Single, wurden aber durch das Album zum Download und Streaming bereitgestellt und konnten somit eine Platzierung erlangen: |                                     | | | | |
| |                                     | | | | |
| 2018 | Kontostand 808                      | DE49 (1 Wo.)DE | AT49 (1 Wo.)AT | CH84 (1 Wo.)CH | Charteinstieg: 20. April 2018                                                                            |
| 2018 | Erober die Welt 808                 | DE51 (1 Wo.)DE | AT33 (1 Wo.)AT | CH79 (1 Wo.)CH | Charteinstieg: 20. April 2018 feat. Gzuz & RAF Camora                                                    |
| 2018 | Stay High 2.0 808                   | DE60 (1 Wo.)DE | AT57 (1 Wo.)AT | — | Charteinstieg: 20. April 2018                                                                            |
| 2018 | Alpträume 808                       | DE63 (1 Wo.)DE | AT64 (1 Wo.)AT | — | Charteinstieg: 20. April 2018                                                                            |
| 2018 | Odio 808                            | DE77 (1 Wo.)DE | AT54 (1 Wo.)AT | — | Charteinstieg: 20. April 2018 feat. Yung Hurn                                                            |
| 2018 | Dream 808                           | DE78 (1 Wo.)DE | — | — | Charteinstieg: 20. April 2018 feat. Trettmann                                                            |
| 2018 | Gewinn 808                          | DE79 (1 Wo.)DE | — | — | Charteinstieg: 20. April 2018                                                                            |
| 2018 | Superstar 808                       | DE81 (1 Wo.)DE | — | — | Charteinstieg: 20. April 2018                                                                            |
| 2018 | Sprite VVS                          | DE78 (1 Wo.)DE | — | — | Charteinstieg: 24. August 2018 feat. Rich the Kid                                                        |
| 2018 | Palmen VVS                          | DE90 (1 Wo.)DE | — | — | Charteinstieg: 24. August 2018                                                                           |
| 2019 | Lost Wave                           | DE18 (2 Wo.)DE | AT15 (2 Wo.)AT | — | Charteinstieg: 16. August 2019 feat. Yung Hurn                                                           |
| 2019 | Richard Millie Wave                 | — | — | CH38 (1 Wo.)CH | Charteinstieg: 18. August 2019                                                                           |
| 2019 | 04:30 Wave                          | DE49 Gold · (6 Wo.)DE | AT17 (3 Wo.)AT | CH39 (2 Wo.)CH | Charteinstieg: 18. August 2019 Verkäufe: + 200.000                                                       |
| 2019 | Schwarz & weiss Lights Out          | — | AT49 (1 Wo.)AT | — | Charteinstieg: 29. November 2019 mit Ezhel                                                               |
| 2020 | Zweifel Nur für Dich                | DE12 (3 Wo.)DE | AT19 (2 Wo.)AT | CH45 (1 Wo.)CH | Charteinstieg: 9. Oktober 2020 mit Sonus030                                                              |
| 2020 | Anders Nur für Dich                 | — | AT40 (1 Wo.)AT | CH92 (1 Wo.)CH | Charteinstieg: 11. Oktober 2020 mit Sonus030                                                             |
| 2021 | Pinky Ring Stay High                | DE14 (2 Wo.)DE | AT16 (1 Wo.)AT | CH31 (1 Wo.)CH | Charteinstieg: 7. Mai 2021                                                                               |
| 2021 | Ready Stay High                     | — | AT47 (1 Wo.)AT | CH70 (1 Wo.)CH | Charteinstieg: 9. Mai 2021 feat. Gzuz                                                                    |
| 2021 | Angeldust Stay High                 | — | AT60 (1 Wo.)AT | CH84 (1 Wo.)CH | Charteinstieg: 9. Mai 2021                                                                               |
| 2021 | Engel Destroy All Copies            | DE36 (1 Wo.)DE | AT59 (1 Wo.)AT | CH64 (1 Wo.)CH | Charteinstieg: 10. September 2021                                                                        |
| 2023 | Love My Life                        | DE33 (1 Wo.)DE | AT52 (1 Wo.)AT | CH82 (1 Wo.)CH | Charteinstieg: 10. März 2023 feat. 070 Shake & Anne Imhof                                                |
| 2023 | Momma Love My Life                  | — | AT58 (1 Wo.)AT | CH83 (1 Wo.)CH | Charteinstieg: 12. März 2023 feat. Offset                                                                |
| 2024 | Rick Owens Sony                     | DE18 (1 Wo.)DE | AT17 (1 Wo.)AT | CH38 (1 Wo.)CH | Charteinstieg: 12. Januar 2024 feat. Ken Carson                                                          |
| 2024 | 0 Grad Nur für dich 2 (Deluxe)      | DE52 (1 Wo.)DE | — | — | Charteinstieg: 22. November 2024 feat. Symba                                                             |

### Als Gastmusiker
| Jahr | Titel Album                 | Höchstplatzierung, Gesamtwochen, AuszeichnungChartplatzierungen (Jahr, Titel, Album, Platzierungen, Wochen, Auszeichnungen, Anmerkungen) | Höchstplatzierung, Gesamtwochen, AuszeichnungChartplatzierungen (Jahr, Titel, Album, Platzierungen, Wochen, Auszeichnungen, Anmerkungen) | Höchstplatzierung, Gesamtwochen, AuszeichnungChartplatzierungen (Jahr, Titel, Album, Platzierungen, Wochen, Auszeichnungen, Anmerkungen) | Anmerkungen                                                                                                   |
| Jahr | Titel Album                 | DE | AT | CH | Anmerkungen                                                                                                   |
| --- | --------------------------- | --- | --- | --- | --- |
| 2017 | Wie Falco K¡K¡              | DE64 Gold · (14 Wo.)DE | AT63 (1 Wo.)AT | — | Erstveröffentlichung: 16. Juni 2017 Verkäufe: + 200.000; Nimo feat. Ufo361 & Yung Hurn                        |
| 2018 | Neymar Berlin lebt          | DE1 ×3Dreifachgold · (42 Wo.)DE | AT1 (32 Wo.)AT | CH3 (22 Wo.)CH | Erstveröffentlichung: 27. April 2018 Verkäufe: + 900.000; Capital Bra feat. Ufo361                            |
| 2018 | Über Nacht Wolke 7          | DE6 (6 Wo.)DE | AT6 (4 Wo.)AT | CH22 (3 Wo.)CH | Erstveröffentlichung: 18. Mai 2018 Gzuz feat. Bonez MC, Maxwell & Ufo361                                      |
| 2018 | Standard KitschKrieg        | DE1 Platin · (29 Wo.)DE | AT2 Gold · (23 Wo.)AT | CH18 (11 Wo.)CH | Erstveröffentlichung: 19. Oktober 2018 Verkäufe: + 415.000 KitschKrieg feat. Trettmann, Gringo, Ufo361 & Gzuz |
| 2019 | Fendi Drip Millies          | DE6 Gold · (8 Wo.)DE | AT7 (6 Wo.)AT | CH10 (5 Wo.)CH | Erstveröffentlichung: 30. August 2019 Verkäufe: + 200.000; Luciano feat. Ufo361 & Lil Baby                    |
| 2020 | Kaçamak –                   | DE66 (1 Wo.)DE | AT71 (1 Wo.)AT | — | Erstveröffentlichung: 10. April 2020 Reynmen feat. Ufo361                                                     |
| 2020 | Skrr MVP                    | DE8 Gold · (7 Wo.)DE | AT8 (4 Wo.)AT | CH15 (3 Wo.)CH | Erstveröffentlichung: 29. Mai 2020 Verkäufe: + 200.000; Kalim feat. Ufo361                                    |
| 2020 | Centre Court 100 Pro        | DE11 (4 Wo.)DE | AT35 (2 Wo.)AT | CH32 (1 Wo.)CH | Erstveröffentlichung: 18. Dezember 2020 Bausa feat. RIN & Ufo361                                              |
| 2021 | We Don’t Play Stars         | DE— cDE | — | — | Erstveröffentlichung: 16. Juli 2021 Data Luv feat. Ufo361                                                     |
| 2022 | Crash –                     | DE74 (1 Wo.)DE | — | — | Erstveröffentlichung: 25. März 2022 Flowerboii feat. Ufo361                                                   |
| 2022 | Airbnb Percocet Party       | DE7 (4 Wo.)DE | AT10 (3 Wo.)AT | CH57 (1 Wo.)CH | Erstveröffentlichung: 13. Mai 2022 T-Low feat. Ufo361                                                         |
| 2022 | Hier –                      | DE35 (1 Wo.)DE | AT64 (1 Wo.)AT | — | Erstveröffentlichung: 27. Mai 2022 Lucio101 feat. Ufo361                                                      |
| 2023 | Scheiß auf eure Party 2.0 – | DE41 (1 Wo.)DE | — | — | Erstveröffentlichung: 18. August 2023 Sira feat. Ufo361                                                       |
| 2024 | Erinnern v4 –               | DE— dDE | — | — | Erstveröffentlichung: 26. Januar 2024 Jimmy Torrio feat. Flowerboii & Ufo361                                  |
| 2025 | Ocean –                     | DE3 (… Wo.)DE | AT3 (… Wo.)AT | CH8 (… Wo.)CH | Erstveröffentlichung: 8. August 2025 RAF Camora feat. Ufo361                                                  |
| Folgende Lieder erschienen nicht als Single, wurden aber durch das Album zum Download und Streaming bereitgestellt und konnten somit eine Platzierung erlangen: |                             | | | | |
| |                             | | | | |
| 2017 | Money Anthrazit             | DE83 (1 Wo.)DE | AT73 (1 Wo.)AT | — | Charteinstieg: 1. September 2017 RAF Camora feat. Ufo361                                                      |
| 2017 | Na Na Na Blyat              | DE33 Gold · (9 Wo.)DE | AT49 (1 Wo.)AT | CH54 (2 Wo.)CH | Charteinstieg: 6. Oktober 2017 Verkäufe: + 200.000; Capital Bra feat. Ufo361                                  |
| 2017 | Waffen Anthrazit RR         | DE21 Gold · (11 Wo.)DE | AT45 (7 Wo.)AT | CH47 (1 Wo.)CH | Charteinstieg: 22. Dezember 2017 Verkäufe: + 200.000 RAF Camora feat. Bonez MC, Gzuz & Ufo361                 |
| 2018 | Fake Love Rolexesh          | DE77 (1 Wo.)DE | — | — | Charteinstieg: 9. März 2018 Olexesh feat. Ufo361                                                              |
| 2019 | Kolibri Hasso               | DE86 (1 Wo.)DE | — | — | Charteinstieg: 26. April 2019 KC Rebell feat. Ufo361                                                          |
| 2020 | Kein Hunger Medusa          | DE9 (3 Wo.)DE | AT17 (1 Wo.)AT | CH17 (2 Wo.)CH | Videoauskopplung: 11. Dezember 2020 Charteinstieg: 18. Dezember 2020 Loredana feat. Ufo361                    |
| 2021 | Go Hitman 2                 | DE62 (1 Wo.)DE | — | — | Charteinstieg: 19. November 2021 Veysel feat. Ufo361                                                          |

## Statistik

### Chartauswertung
|                     | DE     | AT     | CH     |
| ------------------- | ------ | ------ | ------ |
| Nummer-eins-Alben   | DE5DE  | AT5AT  | CH1CH  |
| Top-10-Alben        | DE11DE | AT10AT | CH10CH |
| Alben in den Charts | DE15DE | AT13AT | CH13CH |

|                       | DE      | AT     | CH     |
| --------------------- | ------- | ------ | ------ |
| Nummer-eins-Singles   | DE3DE   | AT3AT  | CH—CH  |
| Top-10-Singles        | DE37DE  | AT27AT | CH11CH |
| Singles in den Charts | DE104DE | AT92AT | CH82CH |

### Auszeichnungen für Musikverkäufe
Anmerkung: Auszeichnungen in Ländern aus den Charttabellen bzw. Chartboxen sind in ebendiesen zu finden.
| Land/RegionAuszeichnungen für Musikverkäufe (Land/Region, Auszeichnungen, Verkäufe, Quellen) | Gold       | Platin     | Verkäufe  | Quellen           |
| -------------------------------------------------------------------------------------------- | ---------- | ---------- | --------- | ----------------- |
| Deutschland (BVMI)                                                                           | 14× Gold14 | 4× Platin4 | 4.700.000 | musikindustrie.de |
| Österreich (IFPI)                                                                            | 4× Gold4   | —          | 60.000    | ifpi.at           |
| Insgesamt                                                                                    | 18× Gold18 | 4× Platin4 |           |                   |